# Kurfürstliche Burg (Boppard)
Die Kurfürstliche Burg, auch Alte Burg genannt, ist eine hochmittelalterliche Burg in Boppard in Rheinland-Pfalz und gehörte zur mittelalterlichen Stadtbefestigung von Boppard. Sie war eine Niederungs- und Wasserburg. Nach der Verpfändung von Boppard an das Kurfürstentum Trier ging sie in den Besitz von Balduin von Luxemburg über. Nach ihm wird die Burg auch Balduinsburg genannt. Ursprünglich ging die Geschichtsschreibung davon aus, dass erst Balduin von Luxemburg mit dem Bau der Burg begonnen habe. Bis ins 17. Jahrhundert wurde die Burg von den Trierer Kurfürsten zu einer Vierflügelanlage ausgebaut.

## Lage

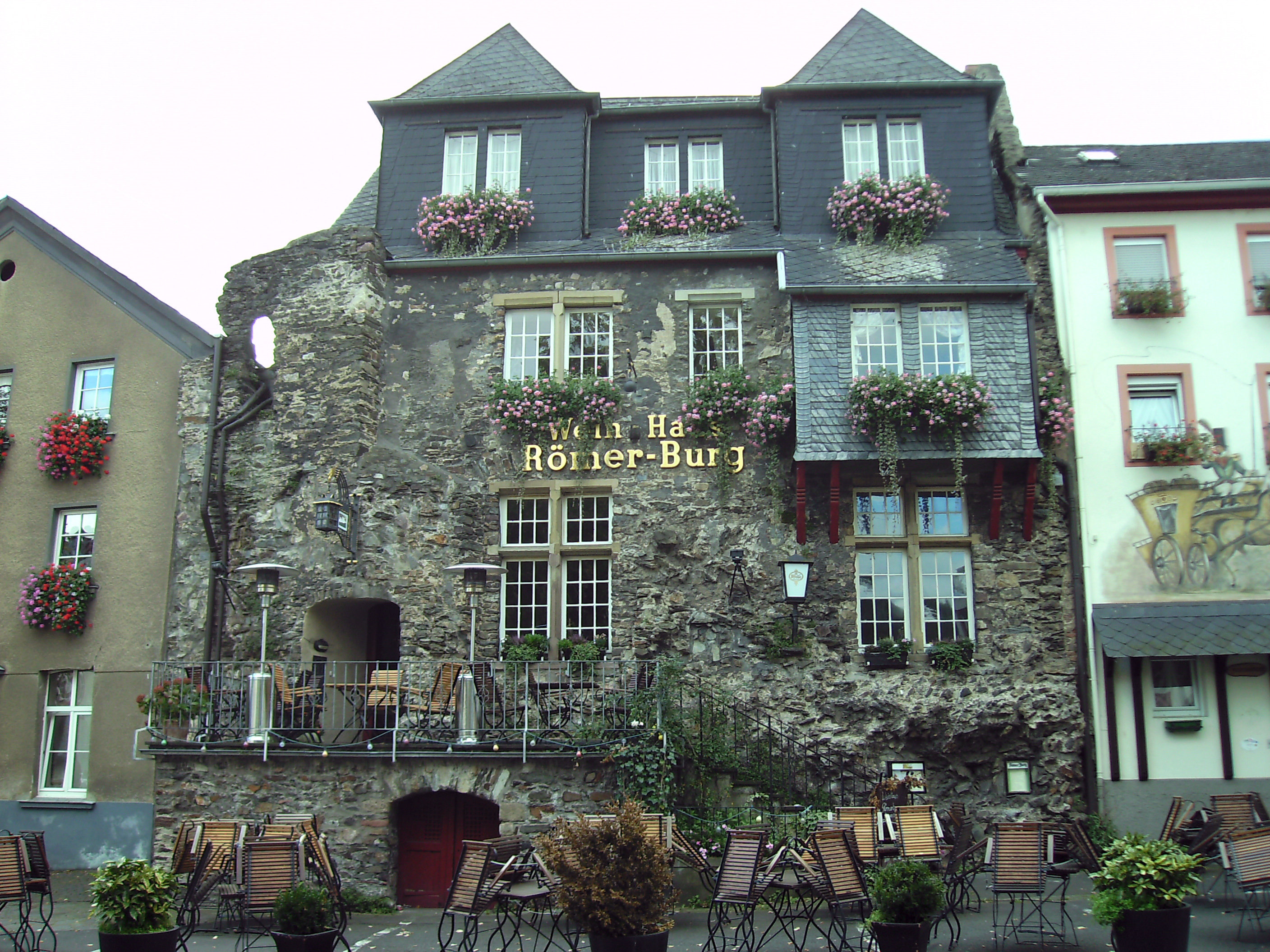
Reste des nordöstlichen Turms vom römischen Kastell

Die Kurfürstliche Burg ist eine Niederungsburg. Sie befindet sich in der Altstadt von Boppard direkt am Rhein. Der Platz südlich der Burg trägt heute den Namen Burgplatz. In unmittelbarer Umgebung der Burg befinden sich die Reste des nordöstlichen Turms des ehemaligen römischen Kastells Bodobrica. Westlich führt die Burgstraße und östlich die Ablaßgasse an der Burg vorbei. Die Burg befand sich damit am Schnittpunkt des seit der Römerzeit ummauerten Stadtkerns und der im Laufe des 13. Jahrhunderts erfolgten Befestigung der Oberstadt.

## Geschichte
In dem Zeitraum Juni 2003 bis März 2005 wurden im Auftrag der Stadt Boppard in Zusammenarbeit mit dem Landesamt für Denkmalpflege Rheinland-Pfalz bauhistorische Untersuchungen an der kurfürstlichen Burg durchgeführt. Diese erlauben eine weitgehend gesicherte Beschreibung der Baugeschichte, die vom damaligen Forschungsstand deutlich abweicht.

### Erbauung der Kurfürstlichen Zollburg
Nach den Erkenntnissen der bauhistorischen Untersuchungen von 2003 bis 2005 ließ vermutlich der König Richard von Cornwall während des Interregnums um 1265 in der freien Stadt Boppard einen Bergfried errichten. Ältere Literatur ging einheitlich davon aus, dass der Bergfried erst kurz nach der Verpfändung der Stadt Boppard an den Kurfürsten und Erzbischof von Trier Balduin von Luxemburg erbaut wurde. In der Verpfändungsurkunde zu Boppard und Oberwesel aus dem Jahr 1312 ist jedoch von mehreren Burgen zu lesen, was nur durch das Vorhandensein des Bergfrieds zu erklären ist.
Nach der Verpfändung von Boppard an Balduin von Luxemburg versuchte dieser, seine Vormachtstellung am Rhein auszubauen. Wohl schon in dieser Zeit wurde der Bergfried zur Sicherung des Rheinzolls ausgebaut. Die Bopparder Bürger versuchten sich gegen die Fremdherrschaft zu wehren. Nach kurzer Belagerung im Jahr 1327 unterwarf Balduin die Stadt. Zur Sicherung seiner Herrschaft über Boppard und zur Sicherung seiner Einnahmen aus dem Rheinzoll ließ er die Kurfürstliche Burg zu einer Zwing- und Zollburg ausbauen und in die Stadtbefestigung von Boppard integrieren. Wohl zu diesem Zweck wurde der Eckturm XVII des Bopparder Römerkastells abgebrochen. Nach 1335 wurde westlich an den Bergfried ein langgestrecktes Gebäude angebaut, das im heutigen Westflügel aufgegangen ist. Dieser Gebäudeflügel hatte einen zum Rhein hin gerichteten Stufengiebel und einen südwestlichen Eckturm. Wahrscheinlich war dort die Zollverwaltung untergebracht. Der Trierer Kurfürst hatte zwar schon seit 1314 den Bopparder Zoll übernommen, war aber erst 1331 der wichtigste Zollherr in Boppard. Dies war wahrscheinlich der Anlass für den Anbau. Später wurde das Zollhaus nach Norden zum Rhein hin erweitert.
Der Turm wurde erst in der zweiten Hälfte des 14. Jahrhunderts unter Balduins Nachfolger Kuno von Falkenstein beziehungsweise Werner von Falkenstein auf eine Höhe von vier Geschossen erweitert. Dies zeigen die gemalten Wappen, die sich in der Turmkapelle befinden. Der Wohnturm (ehemaliger Bergfried) wurde mit Gusserkern und vier Ecktürmchen ausgestattet. Außerdem wurde ein zwölf Meter breiter und sechs Meter tiefer Wassergraben um die Niederungsburg herum ausgehoben, der so die Burg von der Stadt abtrennte. Das westlich an die Burg angrenzende Zollhaus entstand wahrscheinlich ebenfalls im 14. Jahrhundert.

### Der Bopparder Krieg am Ende des 15. Jahrhunderts

Situationsplan des Bopparder Kriegs von 1497

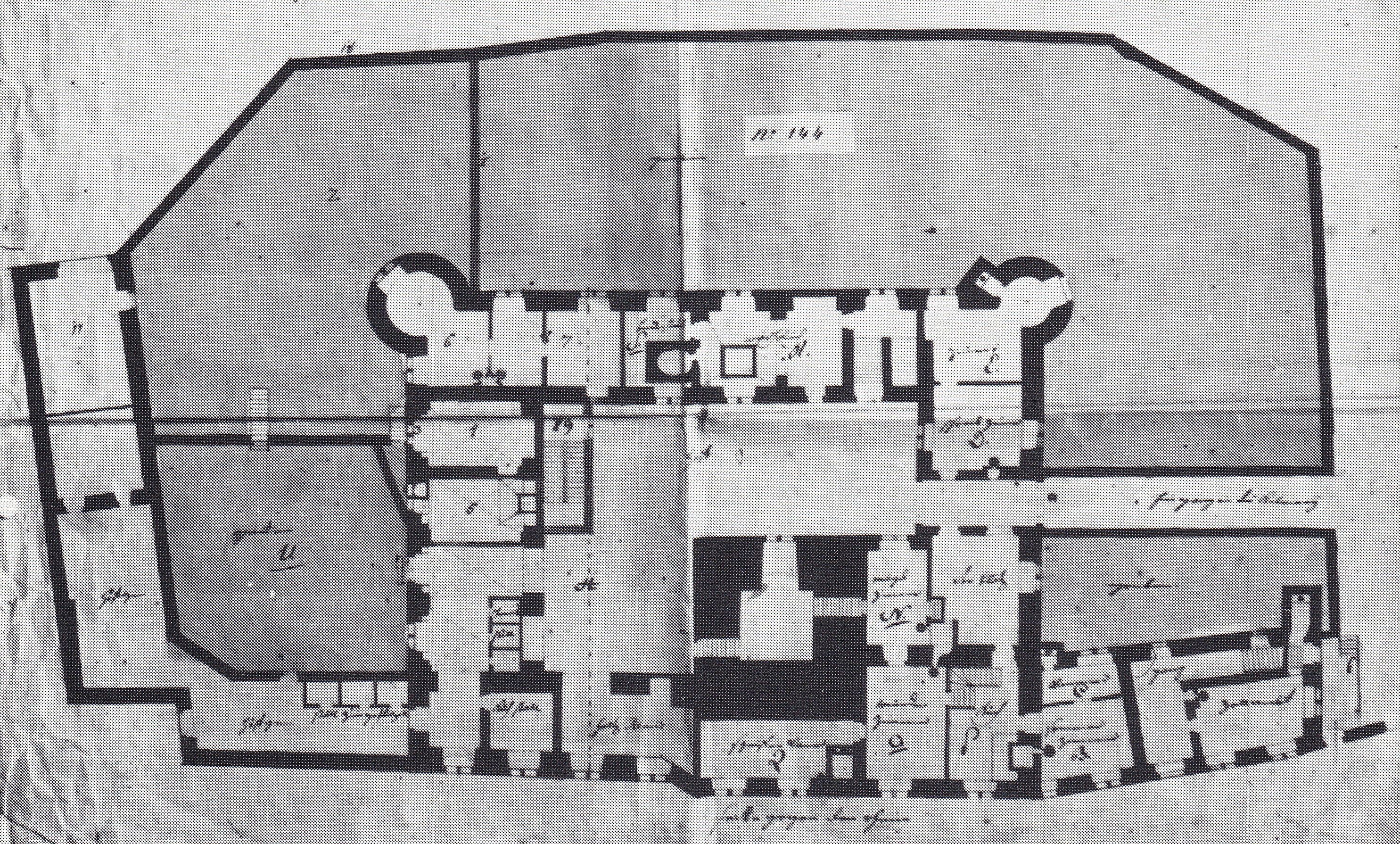
Grundriss des Erdgeschosses von 1788

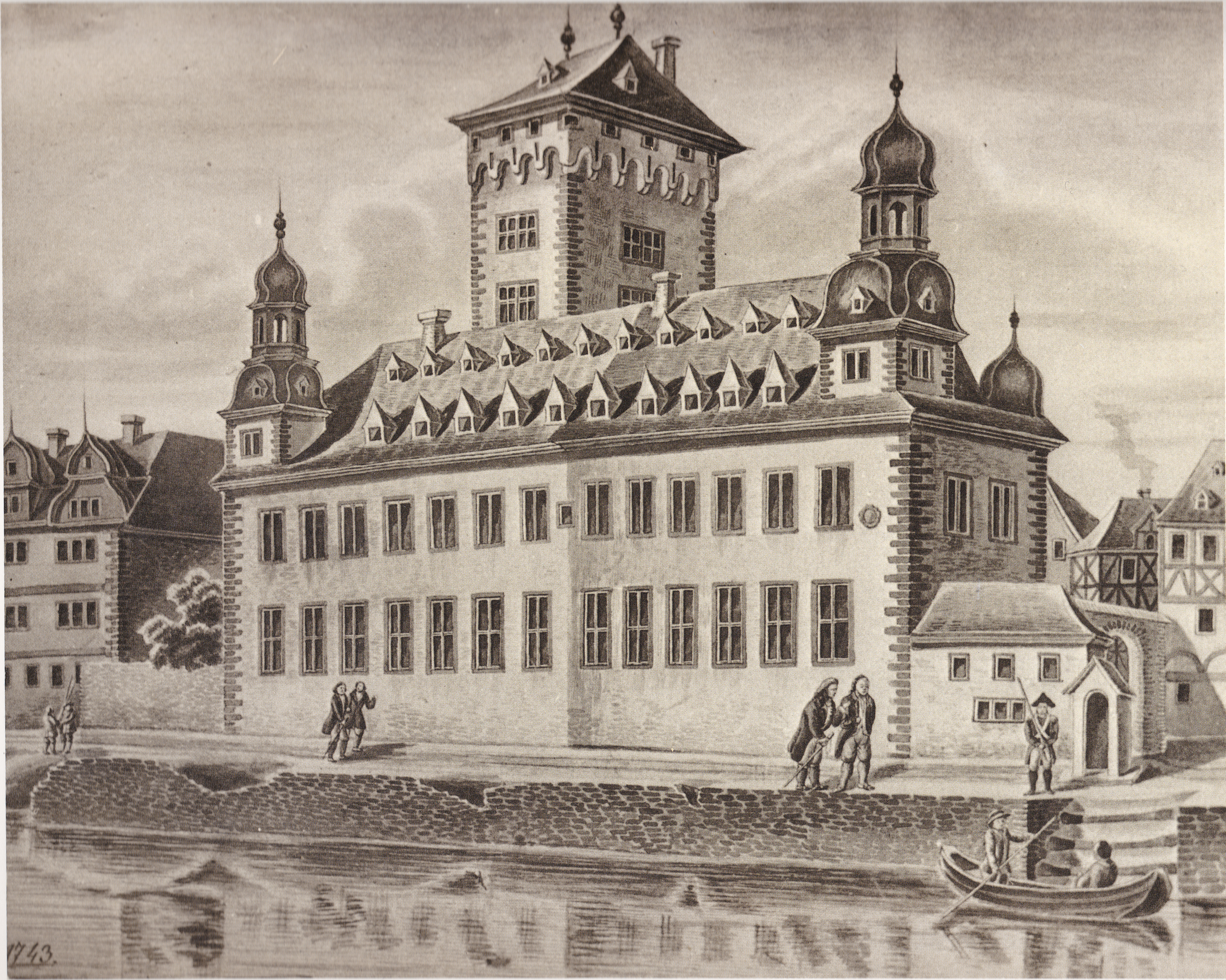
Sicht vom Rhein auf die Burg um 1800 – Zeichnung von N. Schlad

König Maximilian I. löste im Jahr 1495 auf dem Reichstag zu Worms die Stadt aus der kurfürstlich-trierischen Herrschaft heraus. Als Maximilian dies 1497 revidierte, erstürmten Bopparder Bürger im sogenannten Bopparder Krieg unter der Führung des Ritters von Schwalbach die Kurfürstliche Burg. Dabei ging das trierische Zollhaus in Flammen auf. Johann von Baden, der Kurfürst von Trier, zog daraufhin mit 12.000 Mann und Feuergeschützen heran und belagerte vom Kloster Marienberg aus die Stadt. Nach einigen Wochen der Belagerung kapitulierte Boppard. Bei den Reparaturarbeiten im Jahr 1498 wurden im Nordteil der Burg wahrscheinlich eine Balkendecke über dem Erdgeschoss eingezogen und ein Pultdach aufgesetzt. Nach einem Brand im Jahr 1499 wurde die Burg wieder aufgebaut. In diesem Zusammenhang wurden wahrscheinlich die zwei Rundtürme in Richtung Stadt ergänzt.

### Ausbau der Burg im 17. Jahrhundert
Der weitere Ausbau der Burg in die heutige Gestalt erfolgte in der zweiten Hälfte des 17. Jahrhunderts unter den Kurfürsten Karl Kaspar von der Leyen und Johann Hugo von Orsbeck. Um 1661 wurde westlich an das alte Zollhaus ein neuer Flügel angebaut. Dieser ist im heutigen Nordwestflügel weitgehend erhalten.
Im Jahr 1672 wurde der Westflügel umfassend verändert. Seine Ostmauer wurde niedergelegt und durch die heutige ersetzt, die Pfostenfenster stammen wahrscheinlich aus dieser Zeit und die Durchfahrt im Westflügel erhielt auf beiden Seiten ein Portal, wobei das Portal in der Westfassade deutlich aufwendiger gestaltet wurde. Zeitgleich wurde auch Südflügel erbaut und an den Westflügel angeschlossen. Dieser erhielt auch an seinem südöstlichen Abschluss einen Rundturm, der in seiner Form dem gotischen Turm auf der südwestlichen Seite nachempfunden wurde. Im Jahr 1687 erhielt der Westflügel ein Satteldach.
Vermutlich infolge von Zerstörungen im Pfälzischen Erbfolgekrieg wurde 1689 die Burg weiter ausgebaut. Es entstand im Jahr 1694 unter Einbeziehung der älteren Gebäudeflügel und des Wohnturms ein langgestreckter Nordflügel. Dieser erhielt ein neues Dachwerk aus liegenden Stuhlkonstruktionen. Im Obergeschoss des Flügels wurde ein Festsaal errichtet und jeweils am westlichen beziehungsweise östlichen Ende erhielt er 1695 beziehungsweise 1698 ein pavillonartiges Ecktürmchen, das dem kurtrierischen Architekten Johann Christoph Sebastiani zugeschrieben wird.
Kurz nach der Errichtung des östlichen Teils des Nordflügels wurde im Jahr 1698 zwischen diesem und dem Südflügel der Ostflügel errichtet. Dieser fügte sich bündig in das Gebäude ein und führte erstmals zu einer geschlossenen Vierflügelanlage. In diesem Zusammenhang wurde im Jahr 1700 im Südflügel die Balkendecke zwischen Erd- und Obergeschoss erneuert. Ebenfalls im Jahr 1698 wurde im Bergfried ein Hängeverlies eingebaut. Außerdem wurden zu dieser Zeit in zahlreichen Räumen vor allem im ersten Obergeschoss Stuckdecken hergestellt.

### Wechselnde Nutzung der Burg vom 18. bis zum 20. Jahrhundert

Alte Burg mit Burgplatz um 1885

Im Jahr 1788 erhielt die Burg, die als Amtskellerei und Zollamt diente, eine Wohnung für den Amtsverwalter. Ab 1794 besetzten Französischen Revolutionstruppen das Gebiet der linken Rheinseite und damit auch die Stadt Boppard für etwa 20 Jahre. In dieser Zeit schliffen sie die Befestigungsanlagen und rissen eine Bresche in den Nordflügel der Burg. Dieser Durchbruch wird heute „Franzosenbresche“ genannt. Außerdem wurde von den Franzosen in der Burg ein Magazin und ein Lazarett eingerichtet.
Ab 1810 befand sich im Nordflügel die Stadtgendarmerie. Im Folgejahr 1811 verschwanden die barocken Laternenhauben der Ecktürme und das steile Dach des Wohnturms wurde durch einen niedrigen Pyramidenhelm ersetzt. Im Jahr 1818 wurde in der Burg durch den Staat eine Strafanstalt errichtet, diese aber 1821 wieder aufgelöst und im Jahre 1831 wurde die Burg in einen städtischen Teil im Süden und einen staatlichen im Rheinflügel geteilt. Im staatlichen Teil wurde die Steuerverwaltung und das Friedensgericht untergebracht, außerdem wurde 1833 im Nordwestturm der Pegel, mit dem der Wasserstand des Rheines bei Boppard gemessen wird, untergebracht. Dieser befindet sich heute noch dort. 1835 übertrug die Stadt den östlichen Flügel der Steuerverwaltung und erhielt dafür Mietzahlungen von 20 Talern pro Jahr. In den Jahren von 1840 bis 1846 wurde der Burggraben zugeschüttet und die dreibogige Brücke abgebrochen.
Im Jahr 1950 ließ die Stadt Boppard die von Nick van Clotten im Jahr 1910 wiederentdeckten Wandmalereien in der Turmkapelle durch die Maler Paul Geßner und Walter Dick aus Wasenbach restaurieren. Im Folgejahr 1951 wurde dann das städtische Museum in der Kurfürstlichen Burg untergebracht. Das aus dem früheren Friedensgericht hervorgegangene Amtsgericht Boppard wurde zum 1. Februar 1975 aufgelöst. Noch bis in die 1990er Jahre befand sich im Nord- und Westflügel das Bopparder Polizeirevier, welches anschließend in einen Neubau verlegt wurde. An den Gebäudeflügeln zur Stadt hin wurde der Außenputz im Jahr 1974 erneuert. Der Außenputz des Rheinflügels wurde in den Jahren 1978 und 1979 erneuert.

### Sanierungsarbeiten in der ersten Hälfte des 21. Jahrhunderts

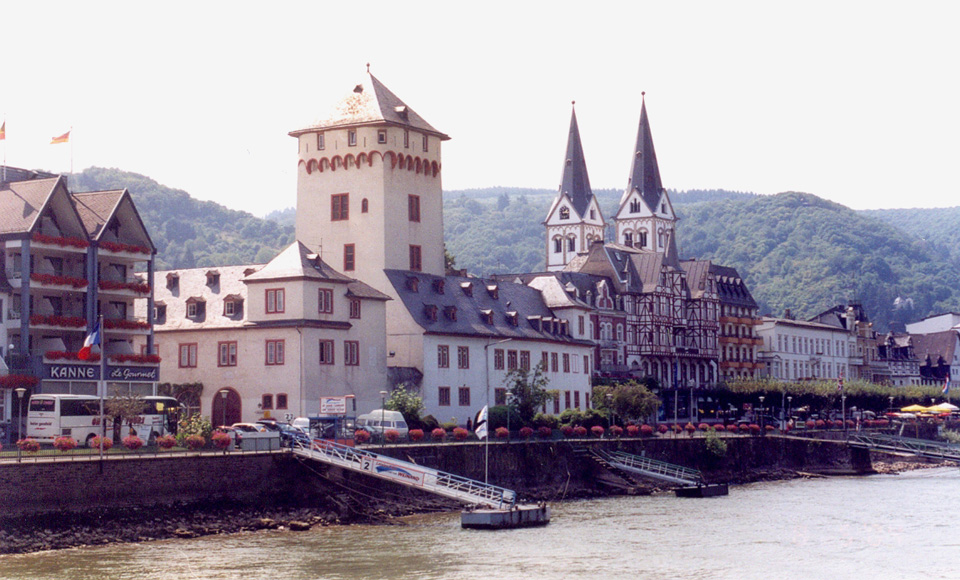
Die Rheinfassade mit der Franzosenbresche im Jahr 2004

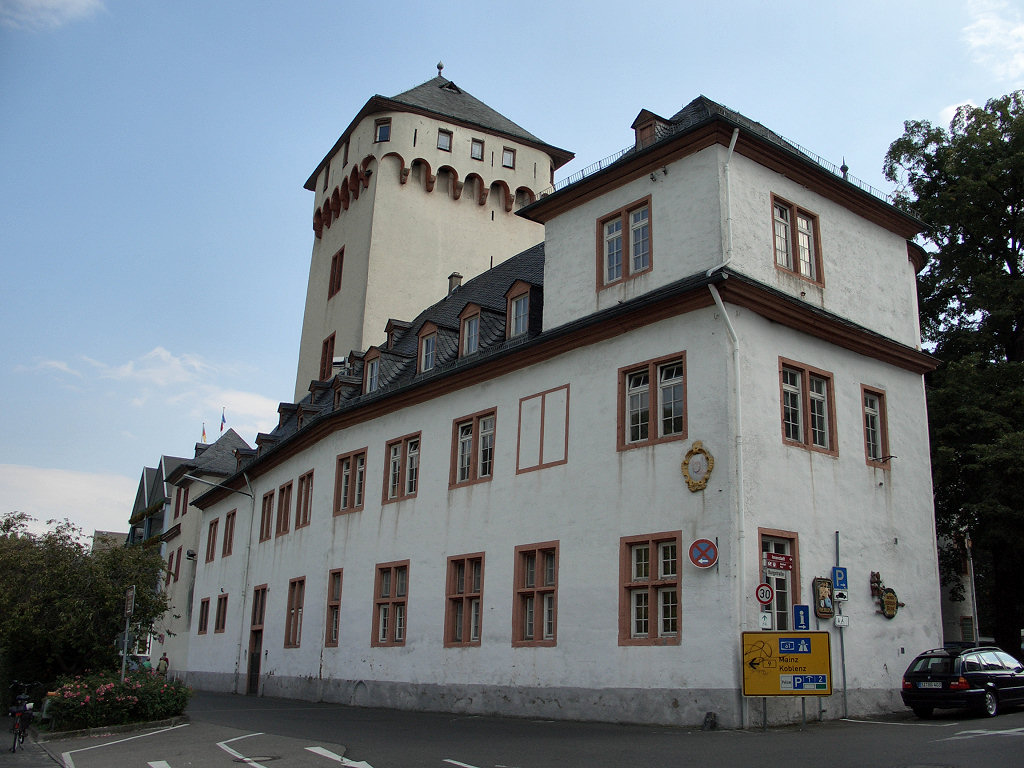
Die Rheinfassade 2005 vor der Sanierung

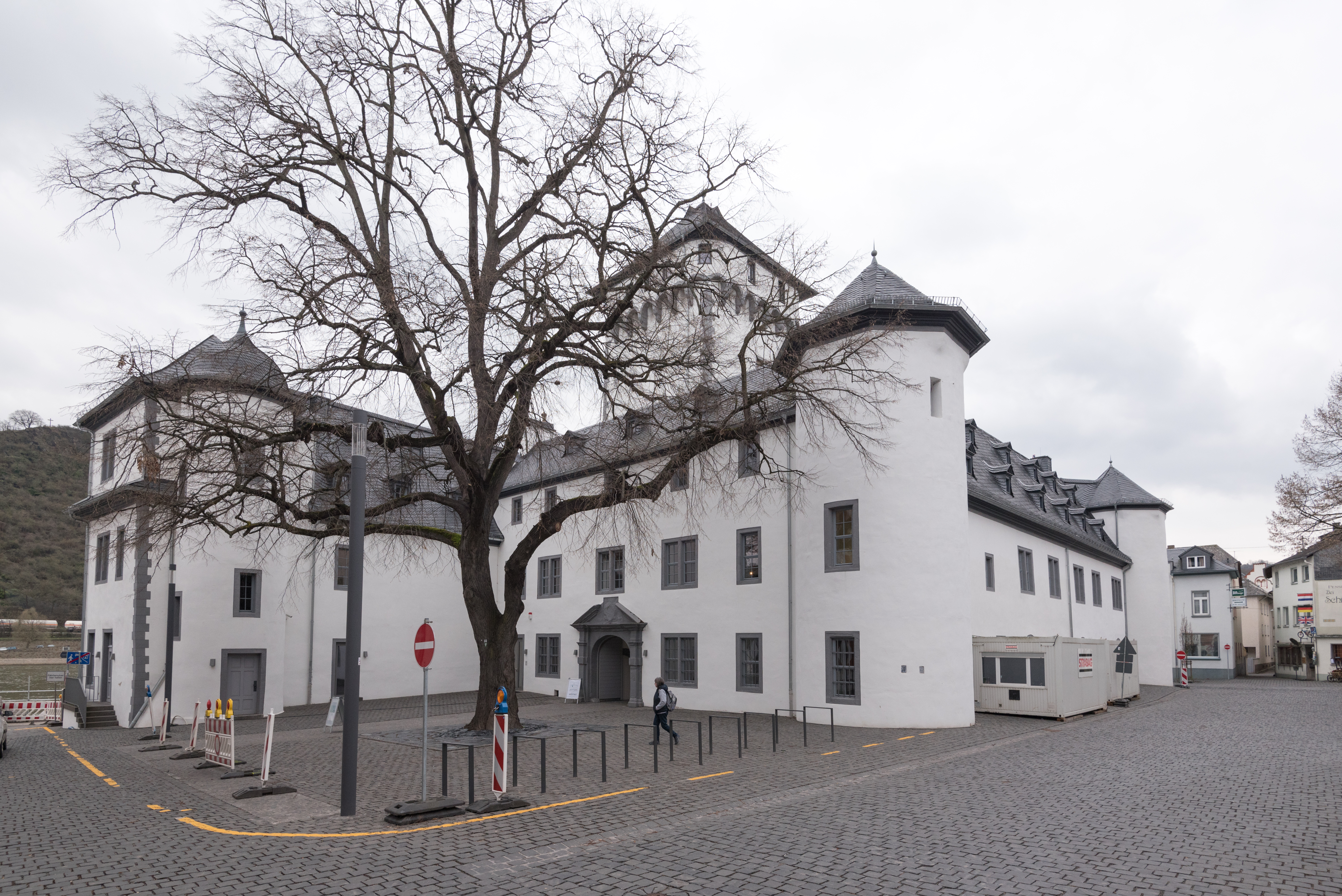
Der Burgplatz nach der Sanierung

Im Jahr 1999 begannen die Planungen zur Erhaltung und energetischen Sanierung der Kurfürstlichen Burg. Im Rahmen der Vorbereitungen für die Instandsetzungsmaßnahmen wurden von Juni 2003 bis März 2005 in Zusammenarbeit mit dem Landesamt für Denkmalpflege Rheinland-Pfalz bauhistorische Untersuchungen durchgeführt. Laut einer Entwurfsplanung aus dem Jahr 2009 hätte die vollständige Sanierung, Restaurierung und Inneneinrichtung zirka 13,5 Millionen Euro gekostet. Aufgrund des Konjunkturpakets I wurden von Bund und Land Rheinland-Pfalz jeweils 2,9 Millionen Euro an Fördergeldern zugesagt. Daraufhin wurde die Planung überarbeitet, um die Kosten auf zirka 8,7 Millionen Euro zu reduzieren. Die restlichen 2,9 Millionen Euro sollten von der Stadt Boppard übernommen werden. Arbeiten, die auch ohne Gerüst und Kran ausgeführt werden können und nicht die Statik des Gebäudes beeinflussen, wurden hinten angestellt, außerdem wurde bei den Kosten für die Inneneinrichtung gespart. Noch im gleichen Jahr begannen die Bauarbeiten, die laut Planung im Jahr 2013 vollendet sein sollten.
Bis Dezember 2011 wurde die öffentliche Toilettenanlage im Bereich der "Franzosenbresche" abgebrochen und andere haustechnische Anlagen wie Heizung und weitere Sanitäreinrichtungen zurückgebaut. Mitte 2012 wurde mit dem Einbau der neuen Anlagen begonnen. In Zusammenarbeit mit der Denkmalbehörde wurden 2011 störende und nicht denkmalgerechte Wände sowie Betonaufschüttungen auf Holzbalkendecken entfernt. Am Turm wurde das Tuffmauerwerk, die Mauerkrone und das Dach restauriert. Außerdem wurden Risse ausgebessert und das oberste Stockwerk des Turms erhielt neue Fenster. Im Nordflügel wurden Zimmer restauriert und Fassaden-, Dachdecker- und Blitzschutzarbeiten durchgeführt und Voraussetzungen für den mobilen Hochwasserschutz geschaffen. Die zuletzt rot gestrichenen Fenstergewände wurden mit grauem Silikatanstrich und schwarzem Konturstrich nach historischem Befund gefasst, die aufgemalten Eckquaderungen am Bergfried und am Rheinflügel betonen die ursprünglichen Konturen der Burg.

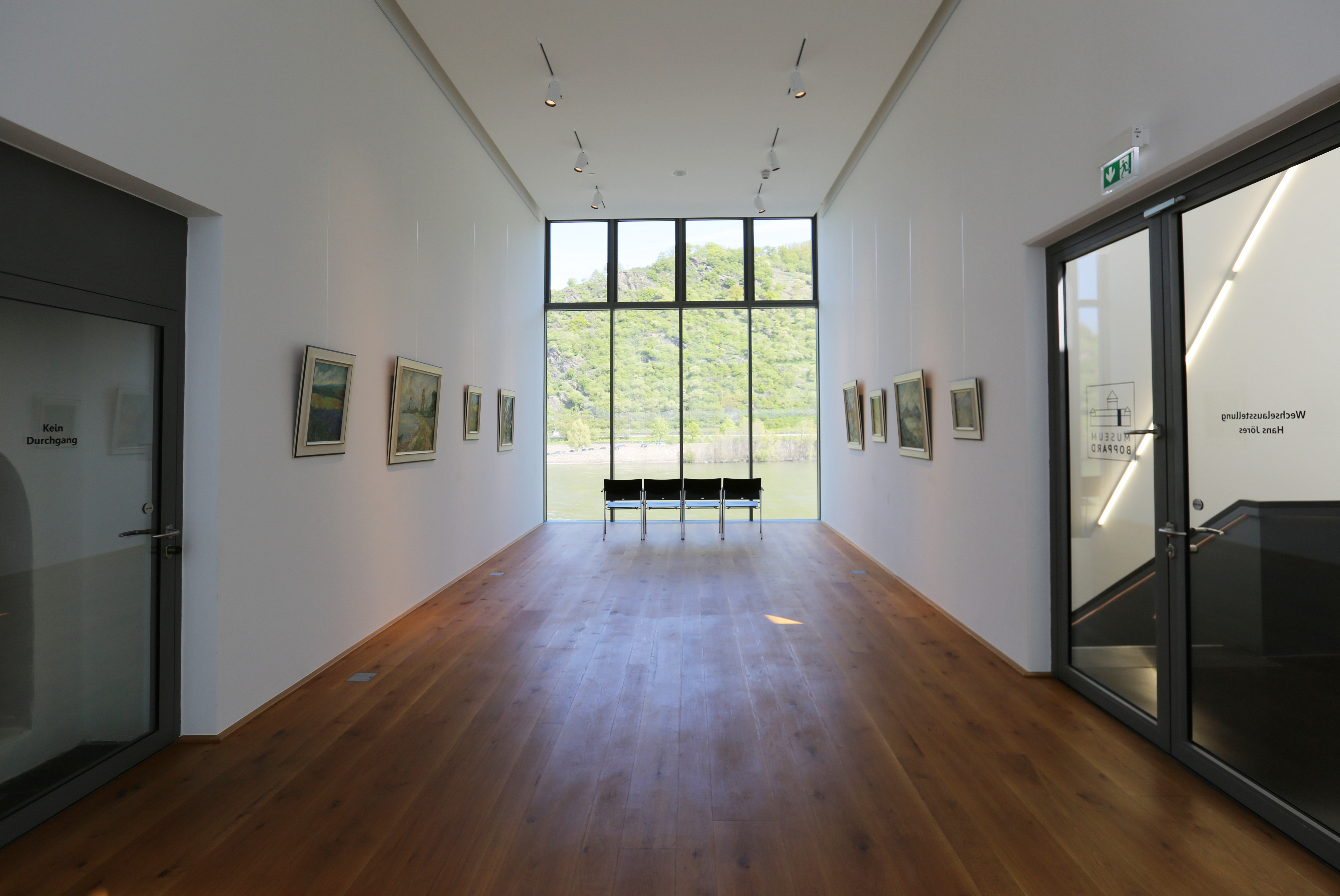
Moderner Glaskubus in der "Franzosenbresche"

Die "Franzosenbresche" wurde als historischer Eingriff in das Bauwerk beibehalten und zum Rhein hin durch einen Glaskubus sichtbar gemacht, in dem Aufzug, Treppe, Kasse und Garderobe untergebracht wurden. Die nachts beleuchtete Glasfuge ermöglicht Durchblicke in den Innenhof und von innen weite Ausblicke über den Rhein. Der östliche Eckpavillon wurde in seiner Außenkontur wieder erkennbar und in seinem Bereich durch Wiederherstellung des Daches der Rheinfassade die einheitliche Erscheinungsform zurückgegeben.
Ein Richtfest für die Kurfürstliche Burg wurde am 29. September 2012 gefeiert. Am 18. Dezember 2012 wurde die Öffentlichkeit darüber informiert, dass die restlichen Bauarbeiten länger dauern und teurer werden als geplant. Im Südflügel waren die ehemaligen Garagen der Polizei hochgradig kontaminiert. Daher mussten die Böden des Südflügels abgetragen und erneuert werden. Dadurch wurde es auch notwendig, Ausbesserungsarbeiten am Außenputz des Südflügels durchzuführen. Dabei zeigte sich erst, dass das Gewölbe einschließlich der Querwände im Bereich des neuen Technik- und Sozialraums von der Fassade abscherte und daher einsturzgefährdet war. Außerdem sind noch Ausgaben für den Innenausbau des gastronomischen Bereichs, die zu Beginn aus der Planung gestrichen wurden, notwendig. Insgesamt wurden die Baukosten zu diesem Zeitpunkt auf etwa 10 Millionen Euro geschätzt.

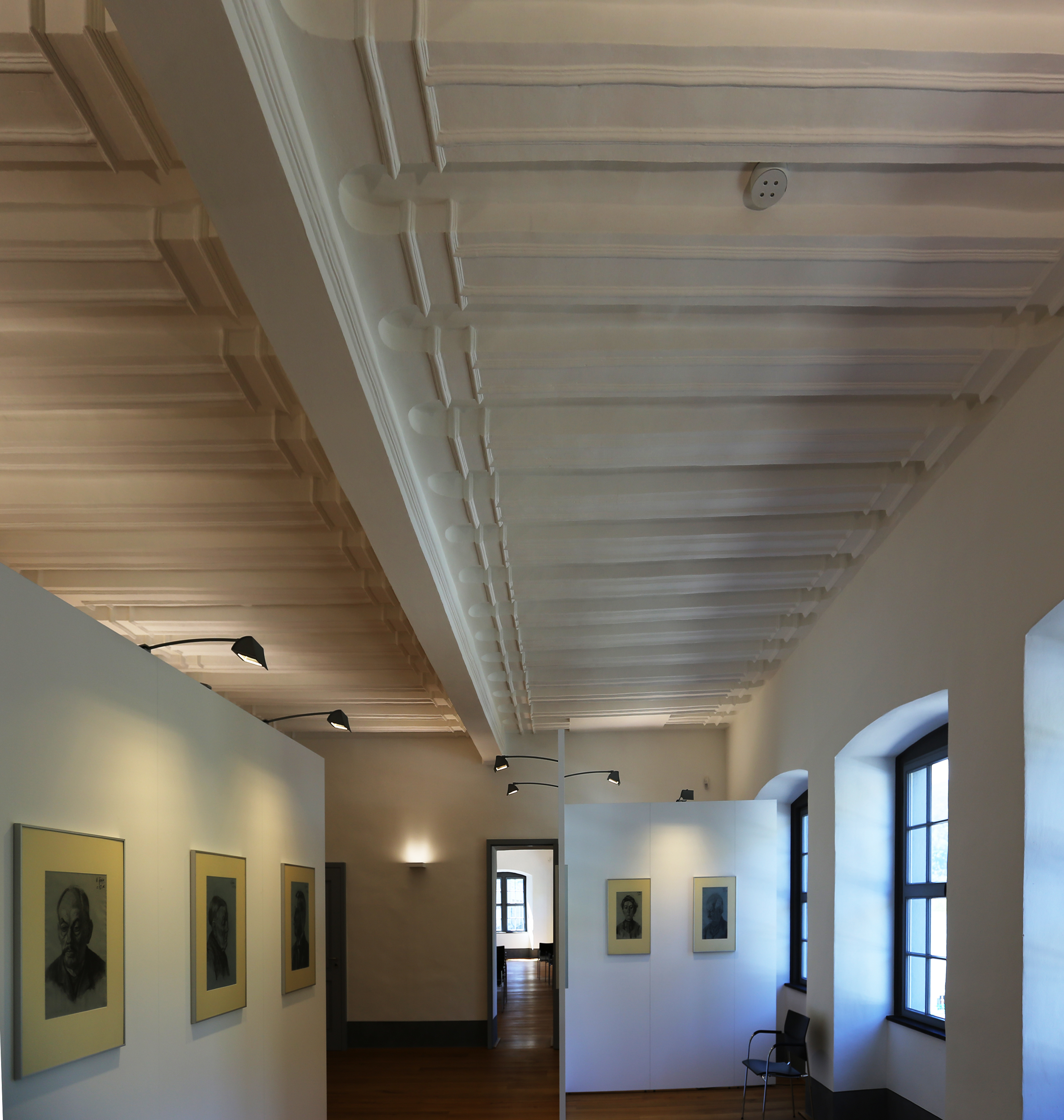
Ausstellungsraum mit Kölner Decke.

Nach weiteren Kostensteigerungen, Streitigkeiten zwischen der Stadtratsmehrheit und dem Bürgermeister Walter Bersch und einem zwischenzeitlichen Baustopp wurde die Kurfürstliche Burg und das darin beheimatete Museum der Bopparder Stadtgeschichte am 10. Oktober 2015 feierlich wiedereröffnet. Die Baukosten werden (Stand 2016) auf 13,5 Millionen Euro geschätzt. Der Stadtrat beauftragte im Juli 2015 eine externe Kanzlei damit, den städtischen Rechnungsprüfungsausschuss bei der Bewertung der angefallenen Kosten für die Kurfürstliche Burg zu unterstützen. Zuvor hatte der Rechnungsprüfungsausschuss bei der Prüfung der Abschlüsse für das Jahr 2011 Unregelmäßigkeiten entdeckt. Die Entlastung des Bürgermeisters für die Jahre 2011 bis 2015 stehen (Stand Mai 2016) noch aus. In dem von der Kanzlei erstellten Gutachten wurden dem Bürgermeister und der Stadtverwaltung vorgeworfen rechtswidrige Aufträge in Millionenhöhe erteilt zu haben.
Ende 2015 wurde begonnen das Umfeld der Kurfürstlichen Burg also insbesondere den Burgplatz und den Abschnitt zwischen Rhein und Burg umzugestalten. Diese Baumaßnahmen sollen weitere 2,6 Millionen Euro kosten. Ein Drittel der Kosten soll die Stadt Boppard tragen. Bei diesen Arbeiten wurde im Mai 2016 eine Gewölbebrücke entdeckt. Diese führte früher über den Burggraben und machte die Burg von der Stadt her zugänglich.

## Beschreibung der Anlage

Grundriss des Erdgeschosses

Grundriss des ersten Obergeschosses

Grundriss des zweiten Obergeschosses

Grundriss des dritten Turmgeschosses

### Baugefüge
Die Kurfürstliche Burg ist eine Kastellburg. Ihre rechteckige, vierflügelige Anlage umgibt einen Innenhof. Der Bergfried ist teilweise in den Nordflügel integriert und besitzt über dem Gewölbekeller noch fünf Stockwerke. Auf der Südseite der Burg befinden sich zwei runde Ecktürme und in den Nordflügel sind zwei turmartige Eckgeschosse integriert. Dieser rheinseitige Trakt besitzt westlich eine Verlängerung in der Breite des ehemaligen Wassergrabens.

### Das Innere des Bergfrieds
Der fünfgeschossige Bergfried steht über einen vom Hof zugänglichen Keller mit Tonnengewölbe. In jedem Geschoss befindet sich ein großer Raum mit flacher Balkendecke. Die unteren beiden Geschosse sind über den Nordflügel zu erreichen, die oberen Geschosse sind durch eine Wendeltreppe im Turm miteinander verbunden. Im Nordteil der Westwand steigen Kaminschächte auf. In den übrigen drei Seiten des Turms befinden sich Fenster in tiefen bogigen Schräglaibungen. Im dritten Obergeschoss steht ein großer, wappenverzierter Kamin und im vierten Dachgeschoss war die Burgkapelle untergebracht. Vom Dachgeschoss (dem sogenannten Söllergeschoss) aus hatte man in der Nordwestecke Zugang zum sogenannten Hängeverlies, das weit in das darunterliegende Kapellengeschoss reichte. In Wirklichkeit wurde dies aber wahrscheinlich als Notspeicher für Lebensmittel verwendet.

### Burgkapelle mit Fresken
Im vierten Obergeschoss des Bergfrieds in einem wahrscheinlich ursprünglich abgetrennten Raum von etwa 265 × 240 cm² Größe war die Burgkapelle untergebracht. In der Ostmauer befindet sich eine rundbogige Aussparung, die etwas in den Raum hineinspringt und als Altar angelegt wurde. Rechts daneben befindet sich in der Ostwand eine kleine Abstellnische mit spitzgiebeligem Abschluss.
Im Jahr 1910 wurden von Nick van Clotten im Wandbereich der Burgkapelle mittelalterliche Fresken entdeckt. Diese geschlossene Wandmalerei aus dem späten 14. Jahrhundert wurde in den Jahren 1910/1911 freigelegt. Sie war zu dieser Zeit nur noch sehr beschädigt erhalten. Beide Kapellenaußenwände wurden durch sie in ganzer Breite bedeckt. Die Fresken beginnen 20 cm über dem Boden und reichen bis zu einer Höhe von 265 cm hinauf.
Das Fresko an der Altarnische stellt das Jüngste Gericht dar. In der Mitte vor blauem Grund wird Christus in der Mandorla dargestellt. Er thront auf einem Regenbogen. Darunter befinden sich die Symbole der vier Evangelisten auf rotem Grund. An den Seiten stehen je drei Apostel, davon erkenntlich ist auf der inneren linken Seite Petrus mit dem Schlüssel und rechts außen der Apostel Bartholomäus. In den Zwickeln der Altarnische werden schwebende Engel, die Weihrauchfässer schwenken, dargestellt. Rechts unter einem krabbenbesetzten Nasenbogen befindet sich ein kniender Bischof, der durch das gemalte Wappen über der Abstellnische als Falkensteiner gekennzeichnet wird.
Unter einem Baldachin wird der heilige Laurentius mit seinem Rost dargestellt. Das Sockelband im Altarbereich besteht aus sich abwechselnden grünen und roten Querstreifen auf weißem Untergrund. Darauf sind Reihen von blauen Kreisen mit Adlern und Löwen gemalt. Zu den Seiten des Sepulcrums unter dem Ostfenster befinden sich zwei helmverzierte Falkensteiner Wappen.

## Heutige Nutzung
Heute enthält die Burg das Städtische Museum mit einer Sammlung zur Stadtgeschichte Boppards sowie zur Geschichte der Burg selbst. Ein weiterer Schwerpunkt ist eine Dauerausstellung zu dem bekannten Sohn der Stadt Michael Thonet mit seinen Bugholzmöbeln. Daneben werden die Räumlichkeiten für wechselnde Kunstausstellungen sowie weitere kulturelle Veranstaltungen genutzt.

## Denkmalschutz
Die Kurfürstliche Burg ist geschützt als eingetragenes Kulturdenkmal im Sinne des Denkmalschutz- und -pflegegesetzes (DSchG) des Landes Rheinland-Pfalz. Nachforschungen und gezieltes Sammeln von Funden sind genehmigungspflichtig, Zufallsfunde an die Denkmalbehörden zu melden. Außerdem ist dieses Bauwerke seit 2002 Teil des UNESCO-Welterbes Oberes Mittelrheintal.